# 中塚栄次郎
中塚 栄次郎（中塚 榮次郎、なかつか えいじろう 、1874年（明治7年）12月17日 - 1970年（昭和45年）4月11日）は、日本の実業家、政治家。

## 来歴
栃木県安蘇郡新合村山形（現佐野市山形町）出身。渡米しコロンビア大学を卒業。帰国後、英文雑誌『ジャパン・マガジーン』社長となった。1925年-1959年、東京市会議員・東京都議会議員。
1952年8月9日、都議会オリンピック招致実行委員会委員長に選任された。
東京都教育委員会初代委員長、東京倉庫運輸顧問、東京オリンピック大会組織委員会嘱託を歴任した。

## 著書
- 『欧米の物心両面に触れて』ジャパン・マガジーン社、1939年9月。